# Lennart Daléus
Lennart Daléus (né le 25 juin 1946 à Stockholm est un homme politique suédois. Il est chef du Parti du centre de 1998 à 2001.